# فتح‌آباد (قوچان)
فتح آباد، روستایی است از توابع بخش مرکزی شهرستان قوچان در استان خراسان رضوی ایران.
نادرشاه افشار در فتح آباد بدست گماشتگان علی‌قلی‌خان افشار بقتل رسید

## جمعیت
این روستا در دهستان قوچان عتیق قرار داشته و براساس سرشماری سال ۱۳۸۵جمعیت آن ۳۴۲ نفر (۹۰ خانوار) بوده است.